# 1. Westfälisches Kürassier-Regiment

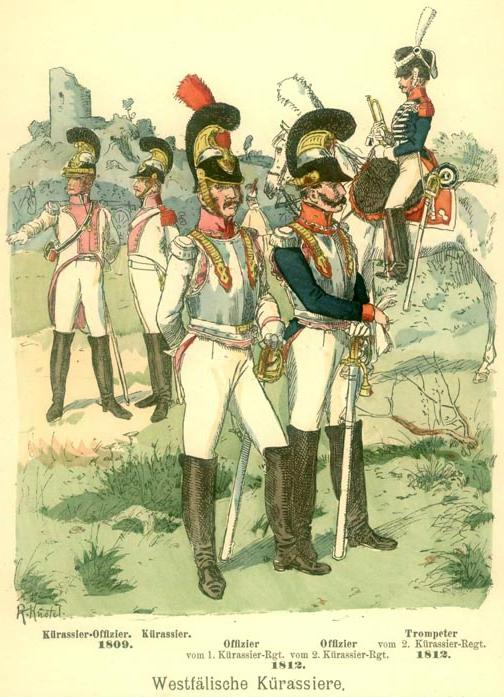
1. und 2. westfälisches Kürassier-Regiment, Uniform um 1809 und 1812 (nach Knoetel). Die Landschaft im Hintergrund könnte an die Burgruine Arnstein bei Aschersleben erinnern.

Das erste (königlich) westfälische Kürassierregiment war ein Kavallerieverband der Armee des napoleonischen Satellitenstaates Königreich Westphalen und bestand von März 1808 bis September 1813.

## Geschichte und Hintergrund
Das 1. westfälische Kürassierregiment wurde im März 1808 in Aschersleben errichtet. Hier bestanden noch die Einrichtungen für die Garnison des 1806 untergegangenen preußischen Kürassierregiments Nr. 6 (Ascherslebener Kürassiere). Von 1808 bis 1811 waren bereits verschiedene andere napoleonische Kavallerieregimenter in der Stadt einquartiert gewesen. Das 1. westfälische Kürassierregiment rekrutierte sich aus Neuwerbungen vor Ort sowie, neben wenigen Franzosen als Offizieren, aus Kadern der früheren kurhessischen, braunschweigischen, kurhannoverschen und preußischen Streitkräfte. Im August 1808 wurden 150 Mann des Regiments von Aschersleben aus zur Errichtung des 2. westfälischen Kürassierregiments unter Oberst Carl Gottlob von Bastineller abgezogen. Am 20. August 1808 trat auch August Bernhard Christian Körte (später ab 1827 stellvertretender, 1831 amtierender Bürgermeister von Aschersleben) dem 1. Kürassierregiment bei, erfreute sich bis 1810 einer raschen Karriere zum Adjutant-Major und erhielt am 29. Oktober 1812 das Patent als Capitain und den Orden der Westphälischen Krone.
In der Garnisonsstadt Aschersleben hielt sich das 1. westfälische Kürassierregiment nur einige Male kurz auf, unterbrochen von zahlreichen Einsätzen. So wurde es im ehemaligen Kurfürstentum Hessen gegen die innerwestfälische Erhebung im April 1809, an der rebellierende Teile seiner 2. Schwadron selbst aktiv beteiligt waren und möglicherweise gegen loyale Teile der 1. Schwadron des Regiments in Kampfhandlungen verwickelt waren, und vor allem in der ausgedehnten halbherzigen Verfolgung des Freikorps des Herzogs von Braunschweig, der Schwarzen Schar, im Sommer 1809 eingesetzt (z. B. Gefecht bei Ölper am 1. August 1809). Insgesamt hatte das Regiment, wie die westfälische Armee überhaupt, eine hohe Desertionsrate zu verzeichnen. Westfälische Überläufer schlossen sich den Freikorps des preußischen Majors Ferdinand von Schill und der Schwarzen Schar des Braunschweigischen Herzogs an. Andere wiederum wechselten in britische Dienste, wie etwa in die King’s German Legion.
Das Regiment war am Russlandfeldzug 1812 beteiligt und kämpfte in der Schlacht von Borodino. Reste der beiden westfälischen Kürassierregimenter, zusammen mit deren Depots in den Garnisonstädten, wurden 1813 zur Bildung einer Brigade unter dem inzwischen zum General aufgestiegenen Carl Gottlob von Bastineller (Hauptmann 1805, Oberst 1812, dann Brigadegeneral, französisch: Général Carl Théophile de Bastineller) verwendet. Am 28. September 1813 löste sich diese Brigade durch Desertion fast vollständig auf, als sie gegen Truppen des russischen Generals Tschernyschow, der die westfälische Hauptstadt Kassel bedrohte, einrücken sollte.

## Teilnahme an Kampfhandlungen und Verbandszugehörigkeit
- Im April 1809 blieb die 1. Escadron des ersten westfälischen Kürassierregiments (einquartiert in Hessen, Melsungen) loyal westfälisch. Die in Homberg liegende 2. Escadron lief am 22. April 1809 jedoch großteils[8] zu den Aufständischen über, zu denen auch mehrere tausend einfache Bauern zählten. Der Aufstand wurde durch Wilhelm von Dörnberg unter Beteiligung der Homberger Äbtissin von Gilsa organisiert. Gegen 20 Uhr begann der Marsch nach Kassel[9], endete aber am 23. April gegen 3 Uhr nachts, etwa eineinhalb Stunden vor Kassel, mit einer blutigen Niederlage im Gefecht bei der Knallhütte (Wirtshaus). Loyale Teile der 1. Escadron waren wohl an der Niederschlagung der Aufständischen beteiligt.
- Ab 1. Mai 1809 nahm das Regiment wieder Garnison in Aschersleben.[3]

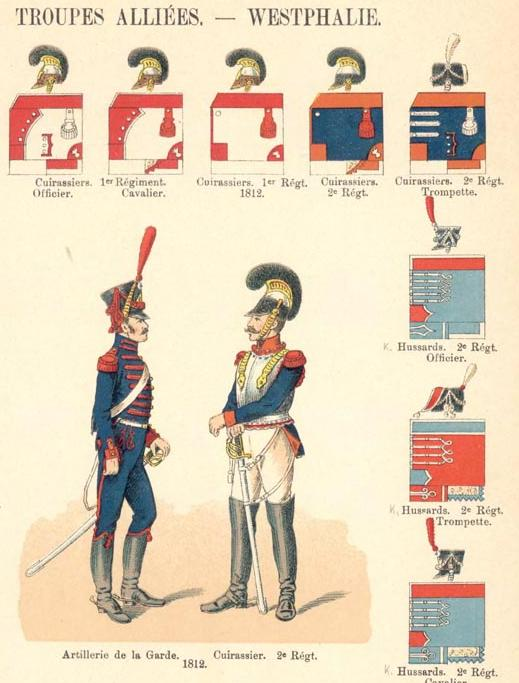
Uniformen der Westfälischen Kürassiere und anderer Regimenter, n. Lienhart

- Im Juli 1809 war das Regiment an der Verfolgung der Schwarzen Schar des Schwarzen Herzogs beteiligt.[10] Am 1. August 1809 war es am Gefecht bei Ölper beteiligt.[11] Der Herzog von Braunschweig war trotz langer Wochen rastlosen Marschierens, zuletzt von Halle aus, und mit einer witterungsbedingten Pause von einem Tag im feindlichen Hettstedt in der Lage, den zu zaghaft vorgehenden westfälischen Verfolgern zu widerstehen und sogar noch Überläufer von diesen aufzunehmen. Dennoch musste er der Übermacht der Westfalen weichen und sich über das ihm freundlich gesinnte Braunschweig (wo sein Korps weiteren Zulauf erhielt), Hannover, Nienburg und Hoya, unter Zerstörung aller überquerten Brücken, bis nach Elsfleth zurückziehen, wo am 7. August 1809 trotz den letzten Angriffen westfälischer Kürassiere die Einschiffung glückte[12]. Bis 11. August waren die braunschweigischen Truppen sämtlich nach Helgoland entkommen und der Schwarze Herzog erreichte am 14. August das sichere London. Der westfälische General Reubell wurde aufgrund seines unentschlossenen Vorgehens gegen den Herzog unverzüglich seines Postens enthoben und setzte sich später nach Amerika ab.
- Das erste westfälische Kürassierregiment muss danach 1809/10 in Hamburg einquartiert gewesen sein, und wurde daher in die zeitgenössische Sammlung der Gebrüder Suhr Abbildung der Uniformen aller in Hamburg seit den Jahren 1806 bis 1815 einquartirt gewesener Truppen aufgenommen.[13]
- Ab Februar 1810 kehrte das Regiment zurück nach Aschersleben.
- Ob es innerhalb des westfälischen Kontingents in Spanien 1808–1813 zum Einsatz kam, ist unklar.
- Das Regiment war am Russlandfeldzug 1812 beteiligt. Im März 1812 war es noch dem VIII. (Westfälischen) Korps der Großen Armee, Schwere Kavallerie-Brigade, Brigadegeneral Hellmuth Graf von Lepel, zugeordnet (Total Kavallerie: 3374 Mann, 3659 Pferde).[14] Kommandeur des ersten Kürassierregiments war Oberst Georg Ludwig Eitel von Gilsa (1775–1812)[15], Kommandeur des zweiten Kürassierregiments Oberst von Bastineller.
- Beim Vormarsch an der Weichsel August 1812 wurden die beiden westfälischen Kürassier-Regimenter unter Brigadegeneral von Lepel dem IV. Kavalleriekorps Latour-Maubourg einverleibt und wurden Teil der gemischten 7. schweren Kavalleriedivision[16] unter Divisionsgeneral Jean Thomas Lorge.

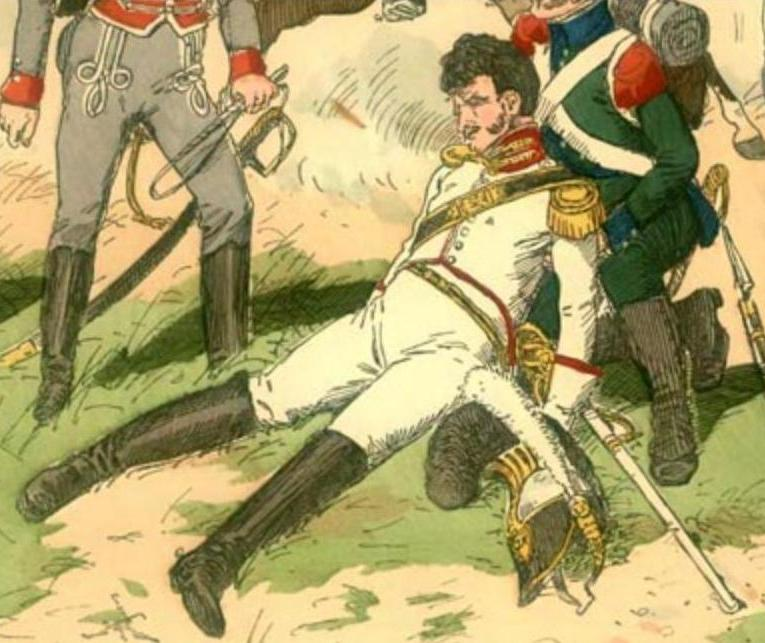
Höherer Offizier des 1. Westfälischen Kürassier-Regiments, 1812 (n. Knötel)

- Am 16. September 1812, zwei Tage nach der kampflosen Einnahme von Moskau, verstarb der bisherige Regimentschef Oberst von Gilsa an seinen Verwundungen. Auf dem verlustreichen Rückzug nach Westen verlor das Regiment alle Pferde, und Ende 1812 erreichten, ab Wilna unter dem neuen Kommandeur, General v. Hammerstein, nur knapp 20 Überlebende das damals zum Herzogtum Warschau gehörende Thorn, den Sammelpunkt der Reste des westfälischen Kontingents.[17] Das Regiment komplettierte sich von Juni bis zum 3. Juli 1813 in Aschersleben.[18]
- Die noch verfügbaren Mannschaften der beiden westfälischen Kürassierregimenter, zusammen mit deren Depots, wurden 1813 zur Bildung einer Brigade unter General v. Bastineller verwendet. Am 28. September 1813 löste sich diese Brigade durch Desertion fast vollständig auf, als sie gegen Kosaken und Freischärler des russischen Generals Tschernyschow vor Kassel einrücken sollte.[19]

## Uniform
- Ab 1808 weißer Rock mit altrosa bzw. roter Abzeichenfarbe. Rosa Paspel an den Schoßtaschen. Silberne Knöpfe. Rosafarben waren auch Kragen, Ärmelaufschläge und Rabatten, jeweils mit weißer Paspel (n. Suhr). Rosa Schoßaufschläge ohne Paspel, mit weißer Granate im Winkel. Ungewiss ist, ob das Regiment um 1809 schon einen Kürass (Brustpanzer) trug. Offiziere hatten weiße, Mannschaften rote Fransenepauletten nach französischem Muster. Der Raupenhelm war aus Weißmetall mit schwarzer Pelzraupe und seehund/leoparden-brauner (n. Lienhardt) bzw. schwarzer (n. Knötel) Fellverbrämung (Turban). Helmkamm, Kinnriemen (Schuppenkette) und Schirmbeschlag waren aus Messing bzw. goldfarben. Auch befand sich am Helm ein goldfarbenes Stirnschild, das mit dem Kamm verbunden war und die Initialen „J. N“ für Jérôme Napoléon zwischen Lorbeerzweigen oder, beim 2. Kürassier-Regiment, die Regimentsnummer in einem Granatensymbol zeigte.[19] Ein roter oder weißer Federstutz wurde links am Helm eingesteckt.
- Ab 1812 nachweislich mit stählernem Vollkürass (andersltd.: schwarzer Halbkürass nach preuß. Muster[20]). Ob nach 1812 der Stirnschild am Helm beibehalten wurde, ist strittig. Sehr wahrscheinlich jedoch ist die abgeänderte, geradere, nicht abgewinkelte Helmform vorne am Übergang zwischen Augenschirm und Fellverbrämung, die dem allgemeinen Erscheinungsbild der französischen schweren Kavallerie entsprach. Unter dem Brustpanzer trug das Regiment 1812 den einreihig geknöpften weißen Rock ohne Rabatten und Paspeln. Kragen, Knopfleiste, Schoß- und Ärmelaufschläge in altrosa bzw. roter Abzeichenfarbe. Möglicherweise wurde nach der Neuaufstellung des Regiments bis September 1813 eine kurzschößige weiße Uniform mit geraden Rabatten in Abzeichenfarbe, weißen Knöpfen, roten Epauletten, und ein bronzefarbener Raupenhelm mit schwarzer Fellverbrämung nach dem zeitgenössischen Vorbild der französischen Linien-Chevaulegers, ohne Kürass, getragen.

Uniformen des 1. westfälischen Kürassier-Regiments bis 1813 (nach historischen Abbildungen in der NYPL)

## Literarische Aufbereitung
- Am 7. September 1812 nahm das Regiment an der Schlacht von Borodino teil. Nach dem raschen Tod des Kommandeurs der westfälischen Kürassierbrigade, General v. Lepel, war es zufolge der romanhaften Schilderung Theodor Fontanes aus der Perspektive eines sächsischen Kürassiers nicht mehr sehr kampfeslustig:[22]

„… Zugleich gab er (Joachim Murat) Befehl zum Angriff, und in zwei großen Reitermassen jagten wir über das Feld hin, die eine dieser Massen die sechs Regimenter starke polnische Ulanendivision unter General Rozniecki (wir verloren sie bald darauf aus dem Gesicht), die andere, von der ich ausschließlich zu erzählen habe, unsere Kürassierdivision de Lorges. Aber auch diese teilte sich wieder, und wie sich eben erst aus unserer gesamten Latour-Maubourgschen Corpsmasse die polnische Ulanendivision herausgelöst hatte, so löste sich jetzt, nur wenige Minuten später, aus unserer Kürassierdivision de Lorges die westfälische Brigade von Lepel heraus. General von Lepel galt als der schönste Offizier der westfälischen Armee; er war der Liebling Friederike Katharinens, der Gemahlin König Jérômes. Wir sahen ihn eben noch mit erhobenem Pallasch vor der Front seiner Brigade, als eine Paßkugel ihn vom Pferde warf. Auf den Tod verwundet, nannte er den Namen seiner Königin und starb. Seine Brigade aber stutzte, wandte sich seitwärts und griff erst später wieder in den Gang des Gefechtes ein …“

Bei Friedrich Engels wird das Regiment hingegen als aktiver Kombattant erwähnt:

„… Ein polnisches Kürassierregiment vollendete die Zerschlagung der russischen Grenadiere, doch diese wurden wieder in die Schlucht zurückgetrieben, wo die zweite Kolonne, zwei westfälische Kürassierregimenter und ein polnisches Ulanenregiment, die Russen zurückschlug. Als dadurch der Boden gesichert war, überschritt die Infanterie von Ney und Davout die Schlucht…“

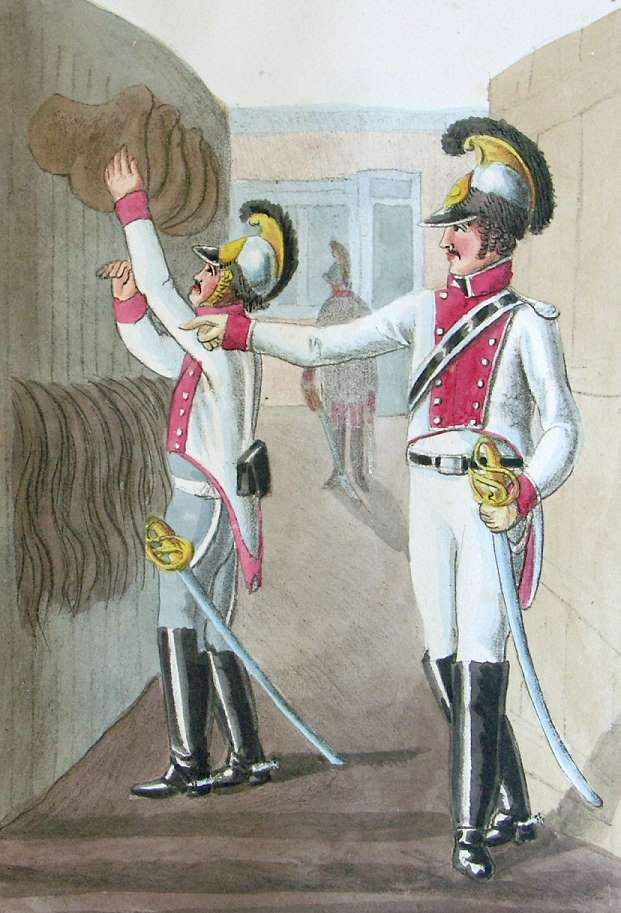
1. westfälisches Kürassier-Regiment, Kürassier und Offizier um 1809 (nach Suhr)

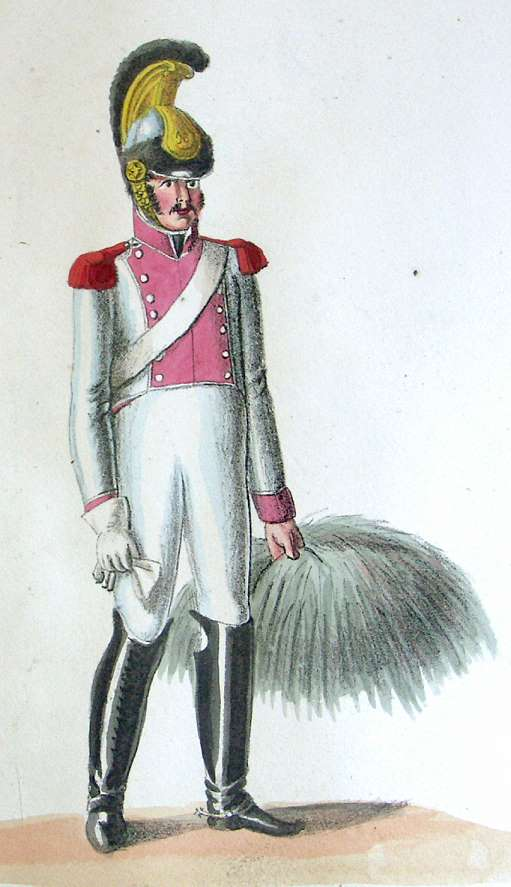
1. westfälisches Kürassier-Regiment, Uniform um 1809 (nach Suhr)